# Akkadischer Kupferkopf (Ninive)

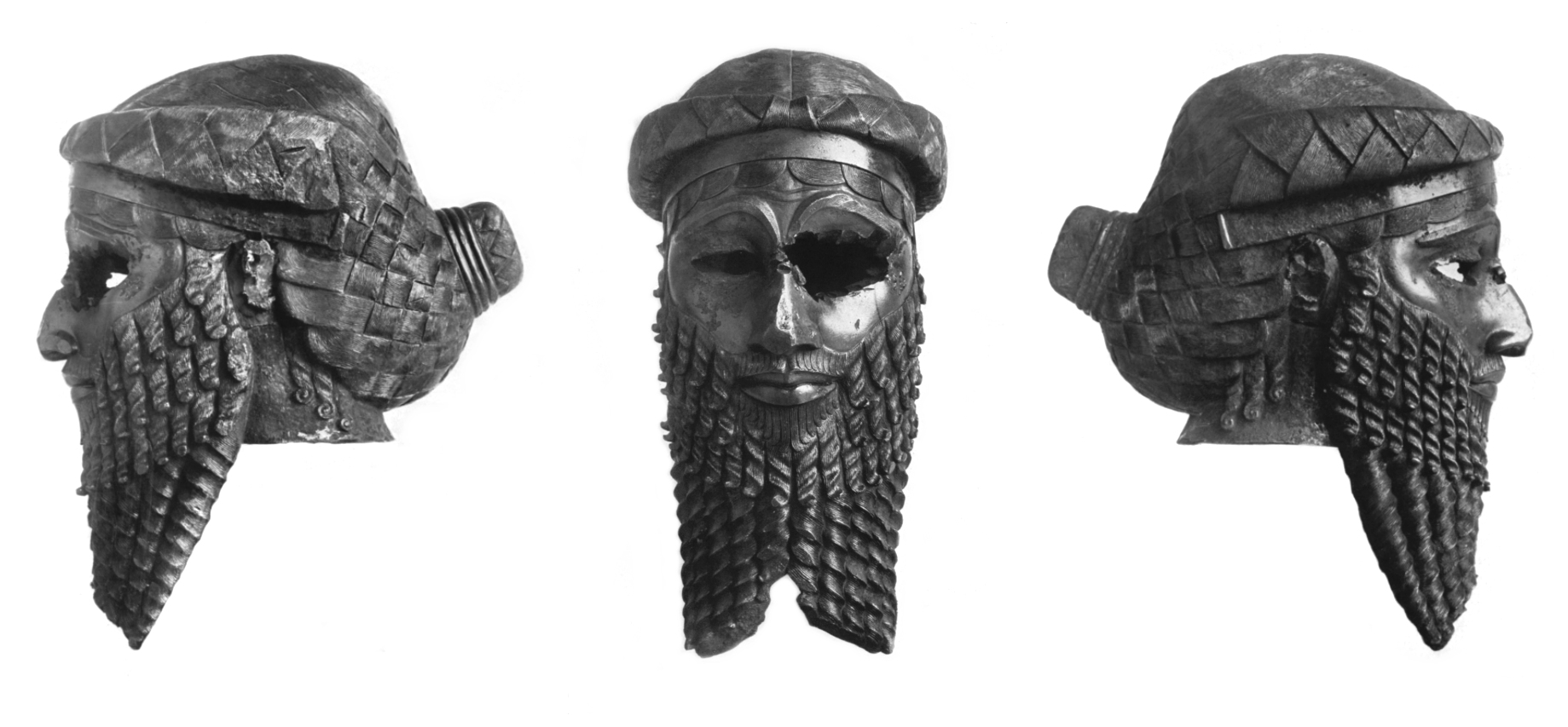
Ansichten des Kopfes

Der aus fast reinem Kupfer gegossene Kopf eines akkadischen Königs ist eines der bekanntesten Kunstwerke aus dem antiken Vorderasien. Er befindet sich im Besitz des irakischen Nationalmuseums in Baghdad (Inventarnummer IM 11331).

## Fundumstände
Der Kopf wurde 1931 bei Ausgrabungen in Ninive gefunden. Er wurde von R. Campbell Thompson und R. W. Hamilton entdeckt. Die Grabungen wurden im Auftrag des British Museum durchgeführt. Max Mallowan schreibt zu den Fundumständen:

“The head was found lying loose in the soil on an Assyrian mud platform within the limits of the temple of Ishtar and it must at some period have been preserved in an Assyrian building. [...] a copper spearhead inscribed in linear archaistic cuneiform found ajdacent to it may have been contemporary.”

„Der Kopf wurde lose im Boden auf einer assyrischen Lehmziegelplattform innerhalb des Ištar-Tempels entdeckt und muss in einem assyrischen Gebäude erhalten geblieben sein. [...] Eine kupferne Speerspitze mit einer Inschrift in linear archaisierender Keilschrift wurde in der Nähe gefunden, die gleichzeitig sein könnte.“

Gut, Reade und Boehmer weisen jedoch darauf hin, dass die genannte Lehmziegelplattform an der Fundstelle gar nicht erhalten war, weil nachassyrische Bauten an dieser Stelle bis in Schichten des 3. Jahrtausends eingetieft sind. Sie kommen zum Schluss, dass der stratigraphische Kontext unklar ist. Daher kann aus den Fundumständen keine Aussage zum Aufstellungsort abgeleitet werden. Da es sehr wohl möglich ist, dass der Kopf oder die ganze Statue von einem anderen Ort nach Ninive verbracht wurde, kann das Stück auch nicht als Beleg für eine Akkad-zeitliche Besiedlung in Ninive verwendet werden.

## Herstellung
Der Kopf wurde im Wachsausschmelzverfahren gegossen. Dabei wurden zunächst die Ohren separat gegossen und durch einen Kupfersteg miteinander verbunden. Um dieses Objekt herum wurde dann der Tonkern geformt, auf dem dann wiederum das Wachsmodell modelliert wurde. In dieses Modell wurden Metallstifte getrieben, die nach dem Ausschmelzen des Wachses den Abstand zwischen Tonkern und äußerer Tonform fixierten.
Die Form des Kopfes ist durch den Guss bestimmt, nachträglich wurden nur die Gusskanäle und überstehenden Enden der Abstandhalter entfernt und ihre Spuren durch Politur beseitigt sowie die feinen Linien der Bart- und Haupthaare ziseliert.
Der Kopf besteht aus fast reinem Kupfer ohne Zinnanteil. Lediglich ein analysierter Abstandhalter besteht aus Kupfer mit 1,22 % Zinn. Die in der Literatur vielfach erwähnte Materialangabe Bronze geht auf die erste ausführliche Beschreibung durch Max Mallowan zurück, dem keine Analysedaten zur Verfügung standen.
Die Augen waren ursprünglich aus anderem Material (vermutlich Stein) eingesetzt und sind nicht erhalten.

## Beschreibung
Der Kopf hat mit einer Höhe von 36,6 cm ungefähr Lebensgröße. Er zeigt einen Mann mit scharf geschnittenen Gesichtszügen und einer komplizierten Haar- und Barttracht. Der Bart ist in drei Teile gegliedert: Ober- und Unterlippe sind von schmalen senkrechten und glatt aufliegenden Strähnchen besetzt, die am unteren Ende jeweils nach außen weisen. Der Unterlippenbart schließt in einer dreieckigen Form ab. Der Wangenbart ist in einzelne gelockte Strähnen unterteilt, die plastisch ausgearbeitet sind und die Breite von jeweils drei Strähnchen des Lippenbartes aufweisen. Unter dem Wangenbart tritt der in einer Gabelung endende Kinnbart hervor, der bis weit auf die Brust herabgefallen ist. Die Locken des Kinnbartes setzen sich durch ihre etwas schematischere Wiedergabe vom Wangenbart ab. Die Spitzen des Bartes sind nicht erhalten.
Das Haupthaar ist in eine Vielzahl von Strähnen aufgeteilt. Zwei aus diesen Strähnen gebildete Zöpfe sind über der Stirn zusammengebunden und bilden in Vorderansicht eine Art Diadem. Unter diesen Zöpfen ist ein glatter Stirnreif mit eingerollten Enden zu erkennen, unter dem wiederum halbkreisförmig zusammengefasste Haare in die Stirn fallen. Der überwiegende Teil des Haupthaares ist zu einem voluminösen Schopf geflochten, der in einem nach hinten weisenden Haarknoten endet, der von einem dreiteiligen umlaufenden Band gehalten wird. An den Seiten des Nackens treten jeweils noch drei Locken unter dem Haarschopf hervor.
Der Hals endet in einer ebenen Fläche in Höhe des Kinns. Ein an der Unterseite erhaltenes Zapfenloch diente zur Befestigung an einem Körper aus anderem Material, vermutlich Holz. Der Kopf dürfte Teil einer lebensgroßen Kompositfigur eines Herrschers gewesen sein.

## Datierung
Da der Fundkontext unklar ist, muss die Datierung aufgrund stilistischer Kriterien erfolgen. Die Knotenfrisur ist zwischen der mittleren frühdynastischen (z. B. auf der Geierstele) und der akkadischen Zeit als Merkmal von Herrscherdarstellungen nachgewiesen. Eine Deutung als Teil einer Königsstatue ist daher nie in Zweifel gezogen worden. Die im Vergleich etwa zum Helm des Meskalamdug noch deutlich feinere und detailreichere Darstellung der Frisur auf dem Kupferkopf, die Dreiteilung des Bartes sowie die sorgfältig geschnittenen Gesichtszüge haben schon Mallowan zu einer Datierung in die akkadische Zeit veranlasst, wobei er eine Datierung in die Zeit des Dynastiegründers Sargon annimmt. Neben Anderen hat Anton Moortgat darauf hingewiesen, dass die besten Parallelen zu dem Kupferkopf aus Ninive in die fortgeschrittene akkadische Zeit datieren. Der Vergleich mit der Stele des Narām-Sîn aus Pir Hüssein hat ihn veranlasst, in dem Kopf eine Darstellung des Narām-Sîn zu sehen. Letztendlich kann aber jeder akkadische König zwischen Rimuš und Šar-kali-šarri dargestellt gewesen sein.

## Beschädigung
Der Kopf zeigt Beschädigungen an vier Stellen. Das linke Auge, beide Ohren und der Nasenrücken wurden unter Zuhilfenahme eines spitzen Werkzeuges, wahrscheinlich eines Meißels, erheblich beschädigt, während die Nasenspitze einen Schlag durch ein stumpfes Objekt, wahrscheinlich die Spur eines Hammers, erfuhr. Auch der Bart ist unterhalb der Gabelung abgebrochen.
R. Campbell Thompson nahm an, dass die aus anderem Material eingesetzten Augen aufgrund ihres materiellen Wertes entfernt wurden. Allerdings bliebe fraglich, weshalb dann eine solch beträchtliche Menge Kupfer, wie die des Kopfes, zurückgelassen worden wäre. Darüber hinaus ist eine hohe Wertigkeit der Augeneinlagen zwar möglich, aber keineswegs belegt. Da demnach eine Demontage zur Gewinnung des Materialwertes unwahrscheinlich scheint, ist die gezielte Beschädigung von Augen und Ohren mit sichtlichen Werkzeugspuren als intentionelle Verstümmelung anzusehen.
Angesichts des Fehlens eindeutig mit dieser Plastik in Verbindung stehender, historischer Quellen sind in der Forschung mehrere Thesen zu Zeitpunkt und ausführendem Personenkreis der Verstümmelung vorgeschlagen worden, die jedoch weitere alternative Rekonstruktionen keineswegs ausschließen. Alle Thesen sehen in der Beschädigung eine, über den politischen Ikonoklasmus hinausgehende Bestrafung in effigie.
Campbell Thompson brachte die Beschädigung des Kopfes mit einer Inschrift von Assur-bani-apli in Verbindung, in der eine Bestrafung in effigie an einer Statue des elamischen Königs Ḫallušu-Inšušinak I. beschrieben wird:
(III 12') [ALAM I]ḫal-lu-su LUGAL KUR.ELAM.MAKI an-nu-u (III 13') [ša a]-⸢na⸣ KUR AN.ŠÁRKI ik-pu-du le-mut-tu (III 14') [it?-ti?] ⸢I⸣D30-PAP-MEŠ-SU MAN KUR AN.ŠÁRKI AD AD DÙ-ia
(III 15') ⸢e-pu⸣-šú ṣe-lu-ú-tú (III 16') ⸢EME⸣-[šú] ša iš-ni-iṣ-ṣu ak-kis (III 17') NUNDUM-⸢MEŠ⸣-šú ša iq-ba-a me-re-eḫ-tú ⸢ap⸣-ru-uʾ
(III 18') ŠU.II-šú ú-kar-ri-it ša GIŠ⸢PAN⸣ iṣ-ba-tú (III 19') a-na mit-ḫu-ṣi KUR AN.ŠÁRKI
(III 12') Die Statue von Ḫallušu, König Elams, dieser, (III 13') der gegen das Land Assur Böses plante, (III 14') gegen Sin-ahhe-eriba, König Assyriens, Vater des Vaters, der mich schuf,
(III 15') Konflikt initiierte, (III 16') seine Zunge, die beleidigte, schnitt ich ab, (III 17') seine Lippen, die die Aggression sprachen, schnitt ich,
(III 18') seine beiden Hände schnitt ich ab, die den Bogen (III 19') zum Kampfe mit Assyrien (III 18') gegriffen hatten.

- Ashurbanipal 094, III 12' - III 19'
Um den akkadischen Kupferkopf aus Ninive mit dem in Ashurbanipal 094 Genannten zu identifizieren, müsste das Stück zunächst aus Mesopotamien nach Susa gelangt sein. Angesichts der Verschleppung mesopotamischer Denkmäler, wie der Narām-Sîn-Stele oder Codex-Hammurapi-Stele, durch Šutruk-Naḫḫunte II., ist diese These einer Erbeutung des Kopfes durch die Elamer im 12. Jh. v. Chr. und einer anschließenden Aufstellung und Instandhaltung in Susa nicht ausgeschlossen. Eine solche Praxis ist inschriftlich auf der Narām-Sîn-Stele belegt. Im Zuge der assyrischen Eroberung Susas müsste es dann zu einer fälschlichen Identifikation der Statue als Bildnis des Ḫallušu-Inšušinak I. gekommen sein. Gegen diese These spricht allerdings der Umstand, dass die tatsächlichen Zerstörungen des Kopfes nicht mit den im Text genannten übereinstimmen: Die Augen werden im Text nicht erwähnt, während die explizit erwähnten Lippen unbeschädigt geblieben sind.
Mallowan schlug hingegen vor, dass die Beschädigungen im Kontext der Zerstörung Ninives 612 durch die Meder und Babylonier erfolgt seien. In diesem Szenario müsste die zum Kupferkopf gehörige Statue durch die Assyrer im Ištar-Tempel, möglicherweise als Beter, aufgestellt worden sein und dort durch die Sieger für ein Bildnis eines assyrischen Herrschers gehalten und an seiner statt bestraft worden sein. Bestrafungen in effigie durch die Sieger der Belagerung von Ninive gelten an den Palastreliefs (z. B. Orthostat 12491, Gartenbankettszene) als nachgewiesen. Dieser Deutung hat sich später auch Nylander angeschlossen.
Das Zufügen der Beschädigungen durch Šutruk-Naḫḫunte II. schließt Nylander aus, da dann das in Susa befindliche Stück aufgrund der Beschädigungen von den Assyrern wohl zurückgelassen worden wäre.
Joan Goodnick Westenholz schlug vor, dass die Statue ursprünglich in Assur aufgestellt gewesen war und von Šamši-Adad I. nach Ninive verbracht und in dem von ihm gegründeten Ištar-Tempel aufgestellt worden war. Den Zeitpunkt der Verstümmelung setzt sie am ehesten ebenfalls im Zuge der Eroberung Ninives im Jahr 612 an.
Letztendlich sind die genannten Rekonstruktionen der Beschädigungen des Kopfes hypothetisch und es sind weitere Szenarien vorstellbar, darunter auch deutlich früher datierte. Unbestreitbar ist jedoch die mit bemerkenswerter Gewalt durchgeführte Verstümmelung, die am plausibelsten mit kriegerischen Auseinandersetzungen oder inneren Unruhen in Verbindung zu bringen ist.